# Irena cyanogastra
L'irena ventreazzurro o irena delle Filippine (Irena cynogastra Vigors, 1831) è un uccello passeriforme  della famiglia Irenidae.

## Etimologia
Il nome scientifico della specie, cyanogastra, deriva dall'unione delle parole greche κυανος (kyanos/kuanos, "ciano") e γαστηρ (gastēr, "ventre"), col significato di "dal ventre azzurro", in riferimento alla livrea di questi uccelli.

## Descrizione

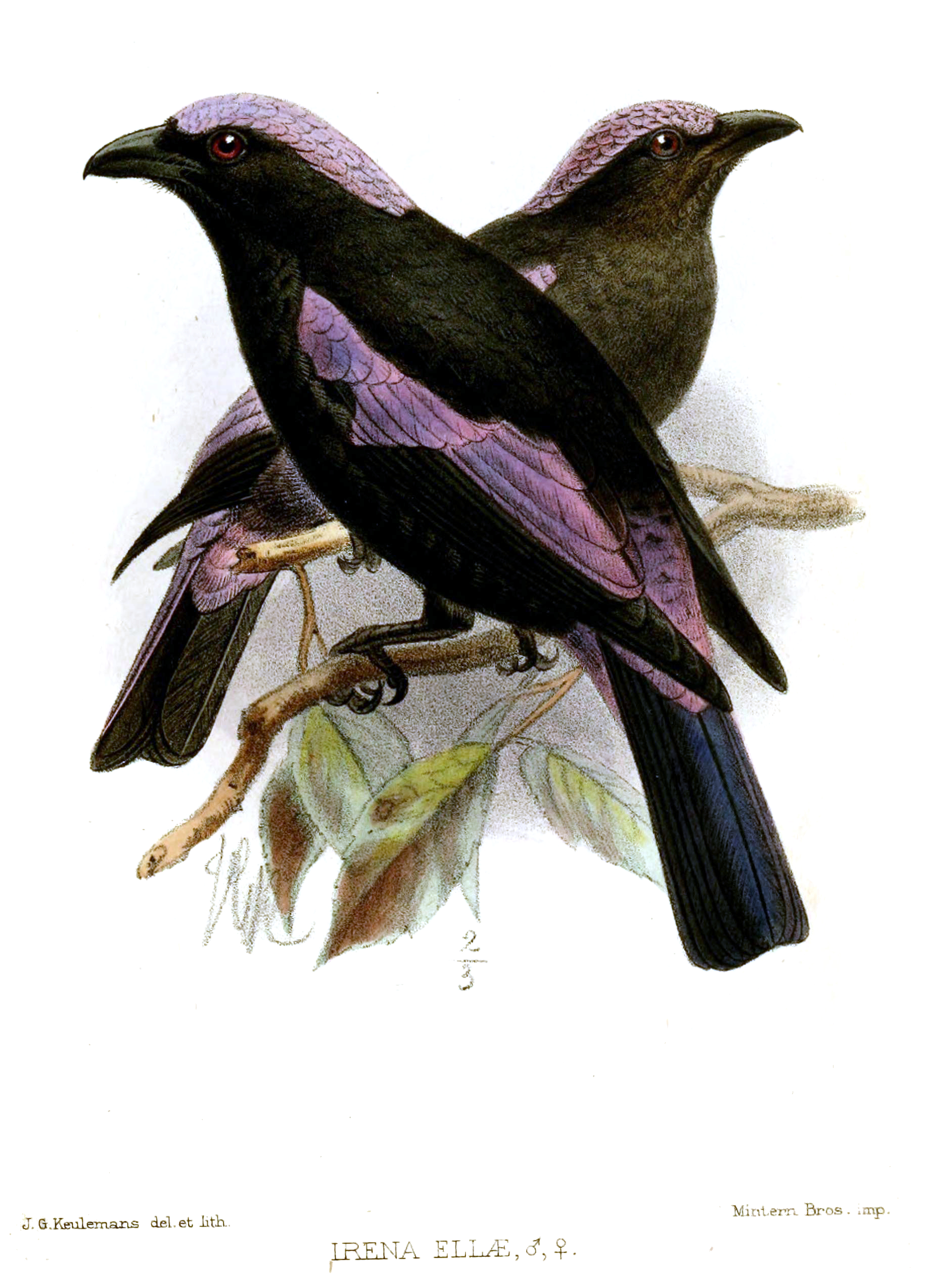
Coppia (femmina in secondo piano)in illustrazione di Keulemans.

### Dimensioni
Misura 23,3-27,5 cm di lunghezza, per 69-96 g di peso: le femmine, a parità d'età, sono più piccole e slanciate rispetto ai maschi.

### Aspetto
Si tratta di uccelli dall'aspetto robusto e massiccio, muniti di grossa testa allungata con becco robusto e dall'estremità lievemente uncinata, corte e forti zampe, coda squadrata con punta lievemente bilobata ed ali arrotondate.
Il piumaggio presenta dicromatismo sessuale: nei maschi in amore (dopo la muta di marzo) la livrea è quasi interamente di colore nero lucido, mentre fronte, vertice, nuca, copritrici, remiganti secondarie, codione e sottocoda sono di colore blu-azzurro carico, con riflessi metallici. Riflessi bluastri sono visibili anche su ventre e coda.

Nelle femmine, invece, l'estensione delle aree azzurre è inferiore (soprattutto su testa e codione), mentre il piumaggio (pur mantenendo i riflessi bluastri) tende al bruno-nerastro anziché al nero.

Alla fine della stagione degli amori, con la seconda muta, i maschi vanno in eclisse ed assumono livrea simile a quella delle femmine.
In ambedue i sessi, il becco è di colore nerastro, le zampe sono di colore grigio-nerastro e gli occhi sono di colore rosso cupo.

## Biologia
Si tratta di uccelli diurni, che vivono in coppie o in gruppetti familiari: essi passano la maggior parte della giornata nella canopia alla ricerca di cibo, rifugiandosi nel folto della vegetazione arborea verso il tramonto per passare la notte al riparo da eventuali predatori.

### Alimentazione
L'irena delle Filippine è stata finora osservata nutrirsi solo di frutta, in massima parte fichi: è tuttavia probabile che questi animali includano nella propria dieta anche una piccola percentuale di insetti ed invertebrati.
Il cibo viene reperito soprattutto nella canopia: questi uccelli mostrano inoltre l'abitudine di seguire i gruppi di macaco cinomolgo, verosimilmente per cibarsi dei piccoli animali messi in fuga o dei rimasugli di frutta.

### Riproduzione
La stagione degli amori va da marzo ad agosto: si tratta di uccelli monogami che durante il periodo riproduttivo divengono particolarmente vocali, rivelandosi anche ottimi mimi delle canzoni di altre specie.
La riproduzione in questa specie non è ancora stata descritta (gli unici dati ottenuti finora si riferiscono a un nido, voluminoso ed a forma di coppa): si ritiene tuttavia che essa non differisca in maniera significativa da quanto osservabile nell'affine e congenere irena dorsoazzurro.

## Distribuzione e habitat
L'irena ventreazzurro è endemica delle Filippine, delle quali popola quasi tutto l'arcipelago, ad eccezione di Palawan.
L'habitat di questi uccelli è rappresentato dalla foresta pluviale primaria e secondaria di pianura e pedemontana.

## Tassonomia
Se ne riconoscono quattro sottospecie:
- Irena cyanogastra cyanogastra Vigors, 1831 - la sottospecie nominale, diffusa a Luzon e sulle vicine isole minori di Polillo e Catanduanes;
- Irena cyanogastra ellae Steere, 1890 - diffusa a Samar, Leyte e Bohol;
- Irena cyanogastra hoogstraali Rand, 1948 - diffusa a Mindanao, Siargao e nelle Dinagat;
- Irena cyanogastra melanochlamys Sharpe, 1877 - endemica di Basilan.

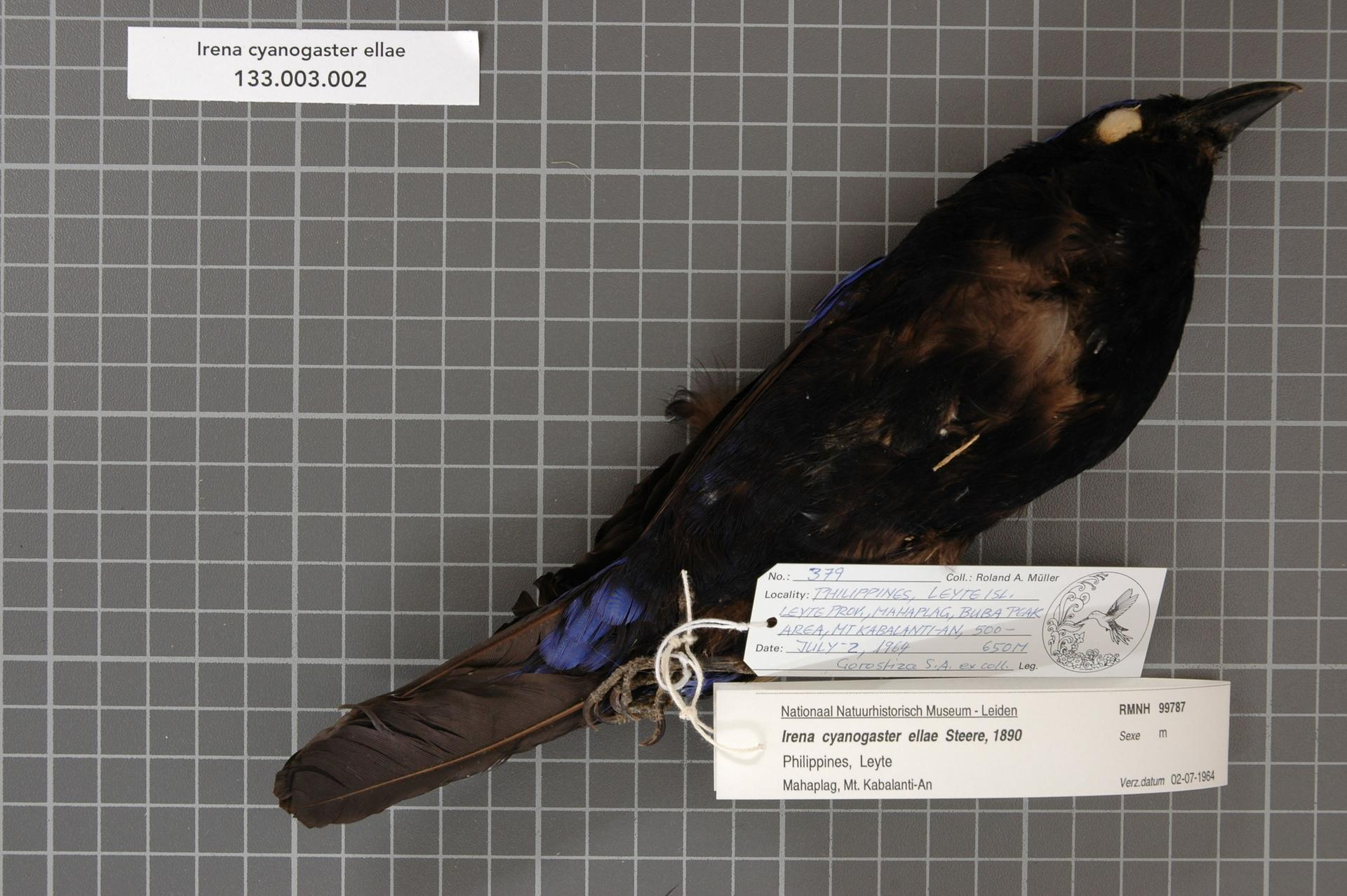
Maschio impagliato della sottospecie ellae.
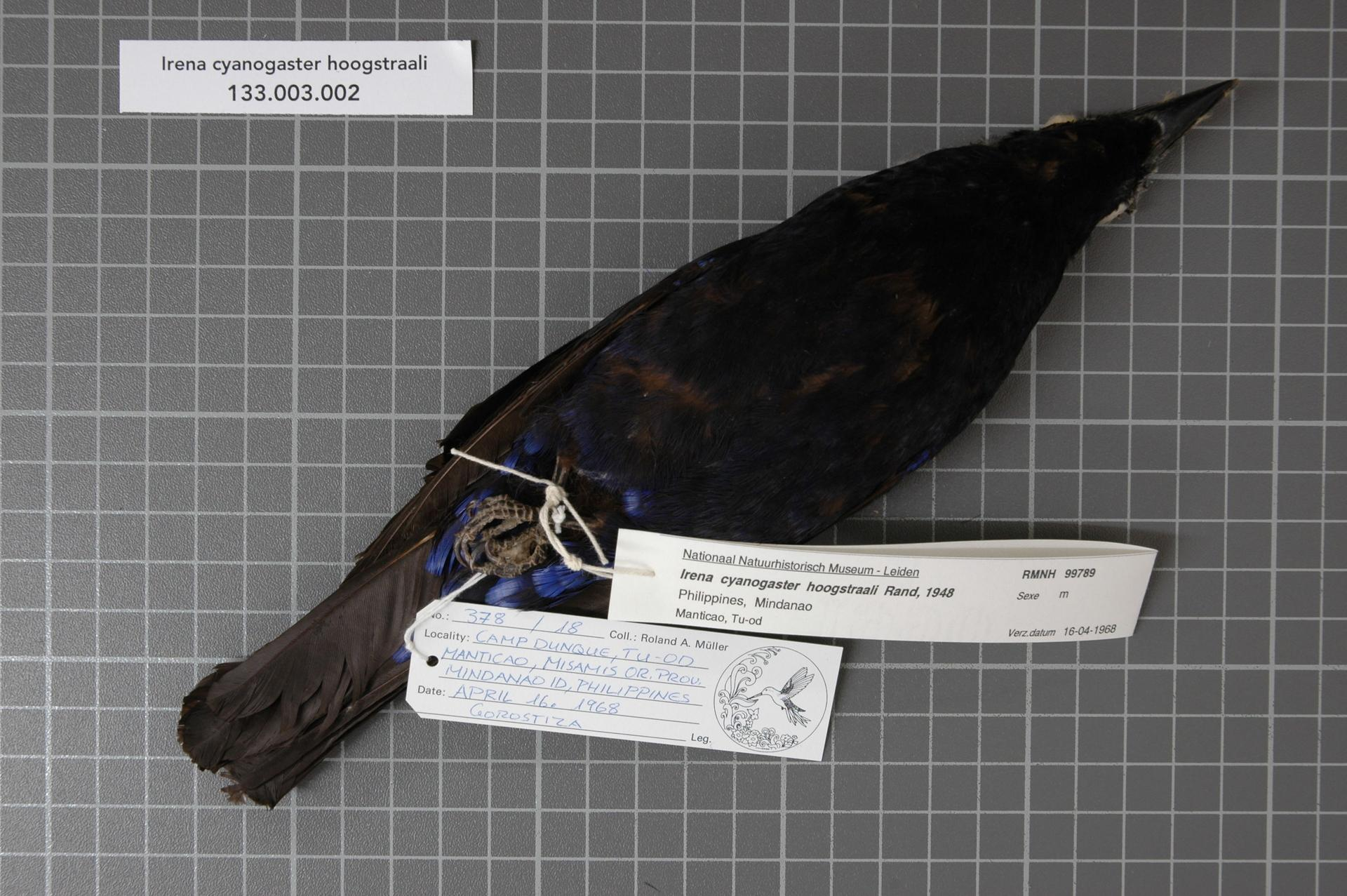
Maschio impagliato della sottospecie hoogstraali.
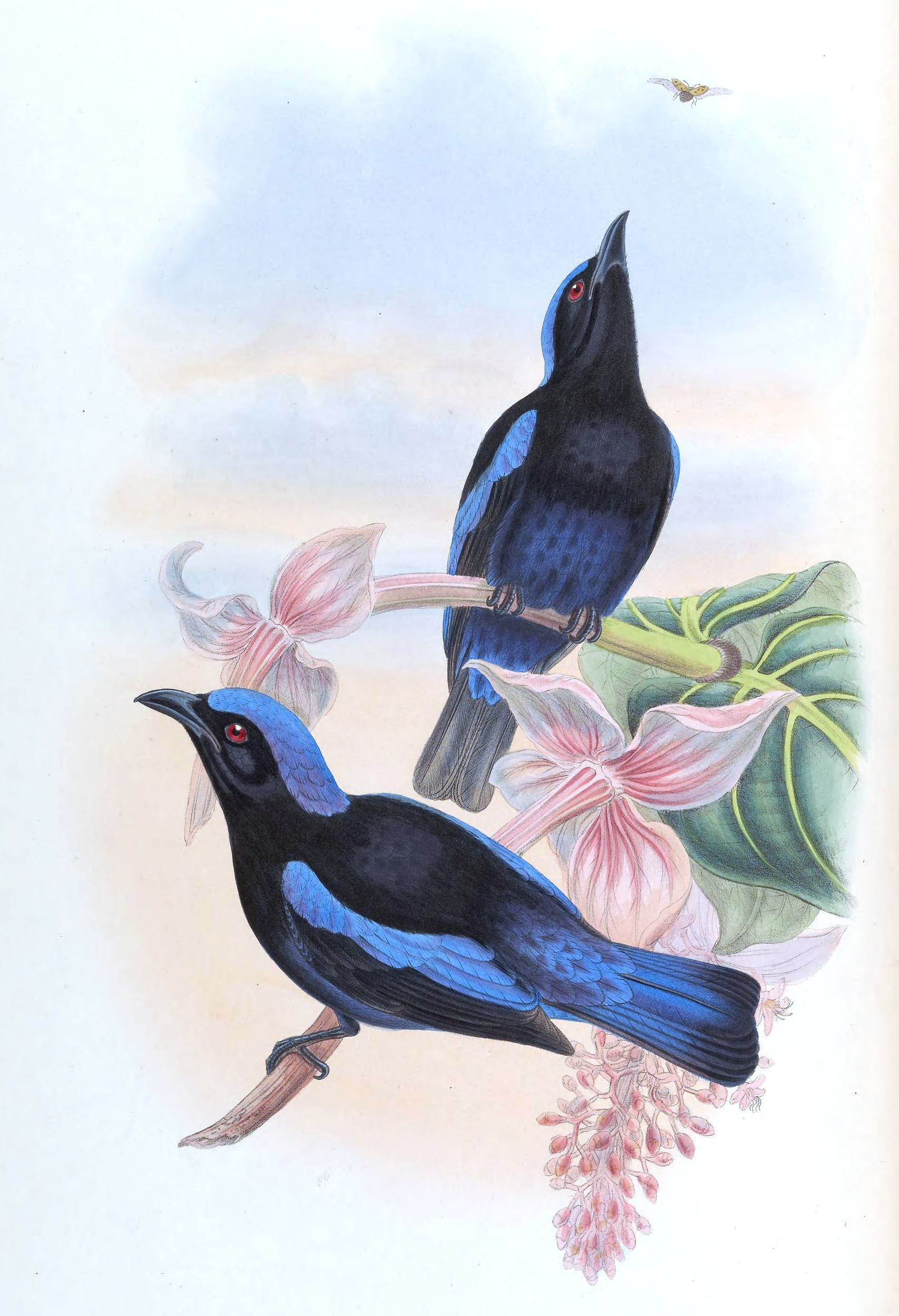
Illustrazione di due esemplari della sottospecie melanochlamys, a cura di John Gould.

Alcuni autori sinonimizzerebbero le sottospecie hoogstraali e melanochalmys.